# 1.Fußball-Club Schweinfurt 05 1998-1999
Questa voce raccoglie le informazioni riguardanti il 1.Fußball-Club Schweinfurt 05 nelle competizioni ufficiali della stagione 1998-1999.

## Stagione
Nella stagione 1998-1999 il Schweinfurt, allenato da Đurađ Vasić, concluse il campionato di Regionalliga sud al 5º posto. In Bayernliga (1994-2012) il Schweinfurt 23. spieltag dal SpVgg Stegaurach.

## Rosa
| N. |                                 | Ruolo | Calciatore         |
| -- | ------------------------------- | ----- | ------------------ |
| 4  | Serbia (bandiera)               | D     | Pero Škorić        |
| 5  | Germania (bandiera)             | C     | Dieter Wirsching   |
| 7  | Germania (bandiera)             | C     | Jürgen Hein        |
| 9  | Germania (bandiera)             | C     | Matthias Gerhardt  |
| 12 | Bosnia ed Erzegovina (bandiera) | A     | Velibor Teofilovic |
| 23 | Germania (bandiera)             | C     | Steffen Rögele     |
| 27 | Germania (bandiera)             | P     | Christian Tremel   |
|    | Germania (bandiera)             | P     | Ralf Scherbaum     |
|    | Serbia (bandiera)               | D     | Alija Cekovic      |
|    | Germania (bandiera)             | D     | Marc Diegmüller    |
|    | Germania (bandiera)             | D     | Dirk Dorbath       |
|    | Germania (bandiera)             | D     | Slobodan Kresovic  |

| N. |                                 | Ruolo | Calciatore        |
| -- | ------------------------------- | ----- | ----------------- |
|    | Croazia (bandiera)              | D     | Zoran Mitic       |
|    | Serbia (bandiera)               | D     | Stevan Popov      |
|    | Serbia (bandiera)               | C     | Milorad Beslin    |
|    | Germania (bandiera)             | C     | Bernd Korzynietz  |
|    | Croazia (bandiera)              | C     | Dragan Kulas      |
|    | Germania (bandiera)             | C     | René Laschzok     |
|    | Germania (bandiera)             | C     | Frank Lerch       |
|    | Germania (bandiera)             | C     | Thorsten Seufert  |
|    | Germania (bandiera)             | C     | Stefan Simm       |
|    | Germania (bandiera)             | C     | Michael Weber     |
|    | Bosnia ed Erzegovina (bandiera) | A     | Midhat Gluhačević |
|    | Germania (bandiera)             | A     | André Kulke       |

## Organigramma societario
Area tecnica
- Allenatore: Đurađ Vasić
- Allenatore in seconda:
- Preparatore dei portieri:
- Preparatori atletici:
- Analisi video:

## Calciomercato

### Sessione estiva
| Acquisti | Acquisti          | Acquisti          | Acquisti |
| R.       | Nome              | da                | Modalità |
| -------- | ----------------- | ----------------- | -------- |
| A        | Midhat Gluhačević | 1. FC Passavia    |          |
| A        | André Kulke       | SpVgg Stegaurach  |          |
| C        | Stefan Simm       | Kickers Offenbach |          |
| D        | Pero Škorić       | Darmstadt         |          |

| Cessioni | Cessioni       | Cessioni        | Cessioni |
| R.       | Nome           | a               | Modalità |
| -------- | -------------- | --------------- | -------- |
| D        | Petar Butkovic | Croatia Berlino |          |

### Sessione invernale
| Acquisti | Acquisti       | Acquisti    | Acquisti |
| R.       | Nome           | da          | Modalità |
| -------- | -------------- | ----------- | -------- |
| C        | Milorad Beslin | OFK Kikinda |          |

| Cessioni | Cessioni | Cessioni | Cessioni |
| R.       | Nome     | a        | Modalità |
| -------- | -------- | -------- | -------- |

## Risultati

### Regionalliga sud

#### Girone di andata
| Arbitro: | Emmer |

|                        |           |             |
| Güvenışık 23’ Rank 57’ | Marcatori | 90’ Seufert |

| Arbitro: | Trautmann |

|              |           |                                     |
| Gerhardt 51’ | Marcatori | 70’ Pasieka 75’ Kirsten 87’ Protzel |

| Pfullendorf 14 agosto 1998, ore 18:30 CEST 3ª giornata | Pfullendorf | 0 – 0 referto | Schweinfurt 05 | Waldstadion an der Kasernenstraße (1 150 spett.)\| Arbitro: \| Salver \| |
| Arbitro:                                               | Salver      |               |                |                                                                          |

| 21 agosto 1998, ore 19:00 CEST 4ª giornata | Schweinfurt 05 | 1 – 0 | Stoccarda II |  |

| 28 agosto 1998, ore 19:00 CEST 5ª giornata | Borussia Fulda | 3 – 1 | Schweinfurt 05 |  |

| 5 settembre 1998, ore 14:30 CEST 6ª giornata | Schweinfurt 05 | 4 – 0 | Monaco 1860 II |  |

| 12 settembre 1998, ore 15:00 CEST 7ª giornata | Karlsruhe II | 3 – 3 | Schweinfurt 05 |  |

| 19 settembre 1998, ore 15:00 CEST 8ª giornata | Schweinfurt 05 | 4 – 1 | FSV Francoforte |  |

| 26 settembre 1998, ore 14:30 CEST 9ª giornata | Weismain | 0 – 3 | Schweinfurt 05 |  |

| 3 ottobre 1998, ore 14:30 CEST 10ª giornata | Schweinfurt 05 | 2 – 2 | VfR Mannheim |  |

| 10 ottobre 1998, ore 15:00 CEST 11ª giornata | Neukirchen | 1 – 1 | Schweinfurt 05 |  |

| 17 ottobre 1998, ore 15:00 CEST 12ª giornata | Schweinfurt 05 | 5 – 3 | Ditzingen |  |

| 23 ottobre 1998, ore 19:30 CEST 13ª giornata | Kickers Offenbach | 3 – 3 | Schweinfurt 05 |  |

| 12 dicembre 1998, ore 14:00 CET 14ª giornata | Schweinfurt 05 | 1 – 0 | Bayern Monaco II |  |

| 7 novembre 1998, ore 14:30 CET 15ª giornata | Reutlingen | 4 – 0 | Schweinfurt 05 |  |

| 14 novembre 1998, ore 14:30 CET 16ª giornata | Schweinfurt 05 | 2 – 0 | Wehen |  |

| 21 novembre 1998, ore 14:30 CET 17ª giornata | Wacker Burghausen | 0 – 1 | Schweinfurt 05 |  |

#### Girone di ritorno
| 13 febbraio 1999, ore 14:30 CET 18ª giornata | Schweinfurt 05 | 0 – 0 | Augusta |  |

| 2 marzo 1999, ore 19:00 CET 19ª giornata | Waldhof Mannheim | 3 – 0 | Schweinfurt 05 |  |

| 27 febbraio 1999, ore 14:30 CET 20ª giornata | Schweinfurt 05 | 0 – 0 | Pfullendorf |  |

| 7 marzo 1999, ore 15:00 CET 21ª giornata | Stoccarda II | 2 – 1 | Schweinfurt 05 |  |

| 13 marzo 1999, ore 14:30 CET 22ª giornata | Schweinfurt 05 | 3 – 0 | Borussia Fulda |  |

| 21 marzo 1999, ore 15:00 CET 23ª giornata | Monaco 1860 II | 1 – 1 | Schweinfurt 05 |  |

| 27 marzo 1999, ore 14:00 CET 24ª giornata | Schweinfurt 05 | 2 – 1 | Karlsruhe II |  |

| 4 aprile 1999, ore 15:00 CEST 25ª giornata | FSV Francoforte | 3 – 1 | Schweinfurt 05 |  |

| 10 aprile 1999, ore 14:30 CEST 26ª giornata | Schweinfurt 05 | 1 – 0 | Weismain |  |

| 17 aprile 1999, ore 15:30 CEST 27ª giornata | VfR Mannheim | 0 – 0 | Schweinfurt 05 |  |

| 24 aprile 1999, ore 14:30 CEST 28ª giornata | Schweinfurt 05 | 1 – 1 | Neukirchen |  |

| 2 maggio 1999, ore 15:00 CEST 29ª giornata | Ditzingen | 0 – 1 | Schweinfurt 05 |  |

| Arbitro: | Buchhart |

|                  |           |           |
| Simon 60’ (aut.) | Marcatori | 41’ Speth |

| Arbitro: | Hofmann |

|            |           |                                              |
| Backer 10’ | Marcatori | 12’, 15’, 37’ Seufert 74’ Hein 81’ Wirsching |

| Schweinfurt 15 maggio 1999, ore 14:30 CEST 32ª giornata | Schweinfurt 05 | 0 – 0 referto | Reutlingen | Sachs-Stadion (1 000 spett.) |

| Arbitro: | Cucak |

|                         |           |  |
| Walz 38’, 57’ König 83’ | Marcatori |  |

| Arbitro: | Bastian |

|                  |           |                               |
| Seufert 19’, 22’ | Marcatori | 28’ Stein 63’ Dürr 65’ Berger |

## Statistiche

### Statistiche di squadra
| Competizione     | Punti | In casa | In casa | In casa | In casa | In casa | In casa | In trasferta | In trasferta | In trasferta | In trasferta | In trasferta | In trasferta | Totale | Totale | Totale | Totale | Totale | Totale | DR |
| Competizione     | Punti | G       | V       | N       | P       | Gf      | Gs      | G            | V            | N            | P            | Gf           | Gs           | G      | V      | N      | P      | Gf     | Gs     | DR |
| ---------------- | ----- | ------- | ------- | ------- | ------- | ------- | ------- | ------------ | ------------ | ------------ | ------------ | ------------ | ------------ | ------ | ------ | ------ | ------ | ------ | ------ | -- |
| Regionalliga sud | 51    | 17      | 9       | 6       | 2       | 30      | 15      | 17           | 4            | 6            | 7            | 22           | 29           | 34     | 13     | 12     | 9      | 52     | 44     | +8 |
| Totale           | 51    | 17      | 9       | 6       | 2       | 30      | 15      | 18           | 4            | 6            | 8            | 22           | 32           | 35     | 13     | 12     | 10     | 52     | 47     | +5 |

### Andamento in campionato
| Giornata  | 1  | 2  | 3  | 4  | 5  | 6  | 7  | 8 | 9 | 10 | 11 | 12 | 13 | 14 | 15 | 16 | 17 | 18 | 19 | 20 | 21 | 22 | 23 | 24 | 25 | 26 | 27 | 28 | 29 | 30 | 31 | 32 | 33 | 34 |
| --------- | -- | -- | -- | -- | -- | -- | -- | - | - | -- | -- | -- | -- | -- | -- | -- | -- | -- | -- | -- | -- | -- | -- | -- | -- | -- | -- | -- | -- | -- | -- | -- | -- | -- |
| Luogo     | T  | C  | T  | C  | T  | C  | T  | C | T | C  | T  | C  | T  | C  | T  | C  | T  | C  | T  | C  | T  | C  | T  | C  | T  | C  | T  | C  | T  | C  | T  | C  | T  | C  |
| Risultato | P  | P  | N  | V  | P  | V  | N  | V | V | N  | N  | V  | N  | V  | P  | V  | V  | N  | P  | N  | P  | V  | N  | V  | P  | V  | N  | N  | V  | N  | V  | N  | P  | P  |
| Posizione | 11 | 17 | 17 | 11 | 15 | 11 | 11 | 8 | 8 | 8  | 8  | 7  | 7  | 6  | 6  | 5  | 4  | 5  | 6  | 5  | 6  | 6  | 6  | 6  | 6  | 6  | 6  | 6  | 6  | 5  | 4  | 5  | 5  | 5  |

Legenda:

Luogo: C = Casa; T = Trasferta. Risultato: V = Vittoria; N = Pareggio; P = Sconfitta.

### Statistiche dei giocatori
| M. Beslin     | 3 | 0 | 0 | 0 |
| A. Cekovic    | 4 | 0 | 0 | 0 |
| M. Diegmüller | 8 | 0 | 0 | 0 |
| D. Dorbath    | 8 | 0 | 1 | 0 |
| M. Gerhardt   | 7 | 1 | 1 | 0 |
| M. Gluhačević | 4 | 0 | 0 | 0 |
| J. Hein       | 8 | 1 | 3 | 0 |
| B. Korzynietz | 6 | 0 | 2 | 0 |
| S. Kresovic   | 2 | 0 | 0 | 0 |
| D. Kulas      | 1 | 0 | 0 | 0 |
| A. Kulke      | 3 | 0 | 0 | 0 |
| R. Laschzok   | 0 | 0 | 0 | 0 |
| F. Lerch      | 0 | 0 | 0 | 0 |
| Z. Mitic      | 3 | 0 | 0 | 0 |
| S. Popov      | 4 | 0 | 0 | 0 |
| S. Rögele     | 7 | 0 | 1 | 1 |
| R. Scherbaum  | 6 | 0 | 0 | 0 |
| T. Seufert    | 8 | 6 | 0 | 0 |
| S. Simm       | 0 | 0 | 0 | 0 |
| V. Teofilovic | 8 | 0 | 2 | 0 |
| C. Tremel     | 3 | 0 | 1 | 0 |
| M. Weber      | 3 | 0 | 1 | 0 |
| D. Wirsching  | 7 | 1 | 1 | 0 |
| P. Škorić     | 8 | 0 | 2 | 0 |